# Schlacht um die Nördlichen Salomonen
Südliche Salomonen

1942

Tulagi –
Guadalcanal

1943

Operation I –
Operation Vengeance –
Operation SO und SE
Zentral-Salomonen

1943

New Georgia –
Kula-Golf –
Kolombangara –
Vella-Golf –
Dogeared –
Vella Lavella –
Operation SE
Nördliche Salomonen

1943–1945

Treasury-Inseln –
Choiseul –
Kaiserin-Augusta-Bucht –
Bougainville –
Green Islands
Die Schlacht um die nördlichen Salomonen bezeichnet die Gefechte während des Zweiten Weltkriegs nach der amerikanischen Eroberung von Guadalcanal und den Zentral-Salomonen bis zur vollständigen Eroberung der Salomonen. Sie waren ein Teil der Operation Cartwheel zur Isolation der japanischen Basis in Rabaul.

## Vorgeschichte
Als die Japaner erkannt hatten, dass sie Guadalcanal nicht mehr halten konnten, begannen sie mit der Evakuierung der Truppen. Den dadurch verursachten Schiffsverkehr interpretierten die Amerikaner als Vorbereitung für eine weitere Offensive und schickten fünf Task Forces, um die Truppen auf Guadalcanal zu unterstützen. Diese wurden aber von einem japanischen U-Boot entdeckt, was am 29. und 30. Januar 1943 zur Schlacht bei Rennell Island führte, in der die Amerikaner einen Kreuzer und die Japaner zwölf Flugzeuge verloren.
Die Amerikaner versuchten weiterhin die Nachschublieferungen der Japaner zu stören. Dabei traf eine amerikanische Task Force am 6. März 1943 auf zwei japanische Zerstörer, die in der Schlacht in der Blackett Strait versenkt wurden. Es gab noch weitere Vorfälle in der Blackett Strait, wie am 2. August, als das amerikanische Torpedoschnellboot PT-109 unter dem Kommando des späteren Präsidenten John F. Kennedy vom japanischen Zerstörer Amagiri gerammt und versenkt wurde.

## Landung auf New Georgia

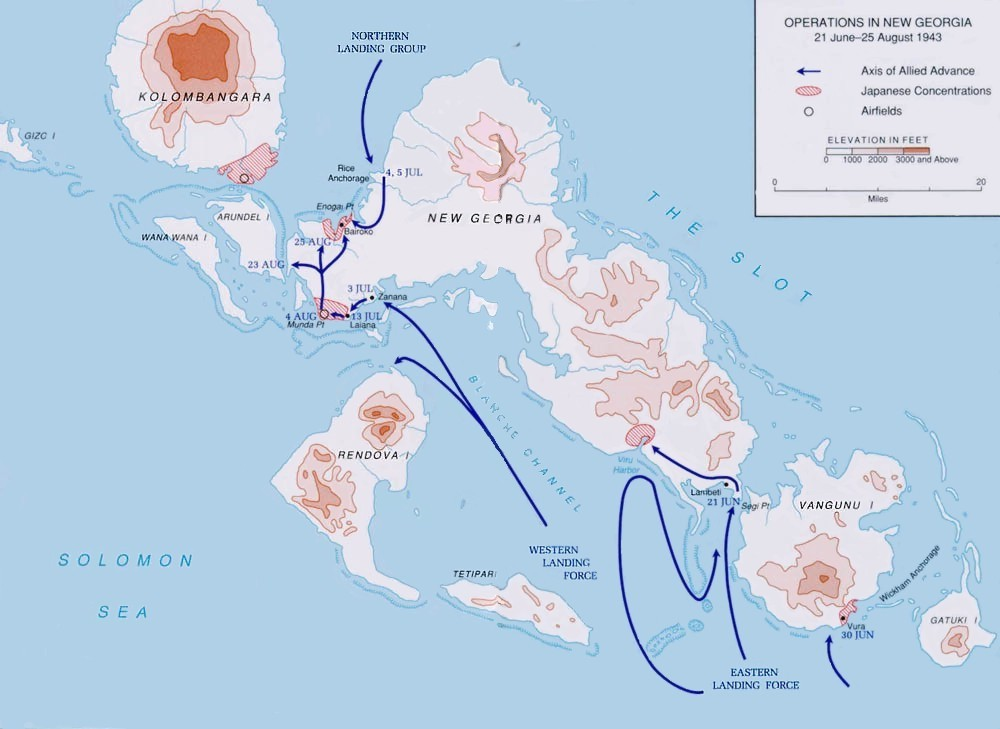
Landungen auf New Georgia

Am 20. Juni 1943 begannen die Amerikaner mit der Eroberung von New Georgia und den umliegenden Inseln. Ziel der alliierten Streitkräfte war die japanische Luftwaffenbasis in Munda Point, von wo die Japaner immer wieder Angriffe auf Guadalcanal starteten. In der Schlacht um New Georgia gelang es den Amerikanern erst am 5. August das Hauptziel, das Flugfeld, zu erobern. Während der Kämpfe führten die japanischen Versorgungsfahrten, von den Amerikanern Tokyo Express genannt, zu einigen Seeschlachten wie der Schlacht im Kula-Golf. In dieser Seeschlacht verloren die Amerikaner einen Kreuzer und die Japaner zwei Zerstörer. Die Japaner konnten nur 850 von 2600 Mann Verstärkung an Land bringen. Am 12. Juli kam es zu einem weiteren Zusammentreffen einer Task Force und eines Versorgungskonvois, was zur Schlacht bei Kolombangara führte, wobei es dieses Mal den Japanern gelang, alle Truppen bei Vila auf Kolombangara an Land zu bringen und den Amerikanern eine Niederlage beizubringen. Ein weiteres Zusammentreffen am 6. August 1943 führte zur Schlacht im Vella-Golf, in der die Amerikaner die japanischen Zerstörer vernichtend schlagen konnten. Den Japanern war es nun nicht mehr möglich ihre Basis auf Kolombangara weiterzuversorgen; damit war auch der Nachschub für die Truppen auf New Georgia unterbrochen. Die Basis wurde von den Amerikanern bei den weiteren Operationen umgangen.
Nach der Schlacht im Vella-Golf entschieden die Japaner, alle Truppen südlich von Bougainville zu evakuieren. Eine dieser Fahrten führte am 17. August 1943 zur Schlacht vor Horaniu als die Amerikaner diesen Konvoi entdeckten. Die Japaner konnten aber fast alle Landungsboote retten und damit später 9000 Mann evakuieren. Einen weiteren Konvoi konnten die Amerikaner am 7. Oktober entdecken, was zur Schlacht bei Vella Lavella führte. In dieser Schlacht konnten die Japaner ihren letzten Sieg auf See in diesem Krieg erringen.

## Treasury-Inseln und Choiseul
Die Landungen amerikanischer und neuseeländischer Einheiten auf den Treasury-Inseln und Choiseul, diente als Unterstützung für die bevorstehende Cherryblossom-Landung auf Bougainville.
Die Treasury-Inseln wurden am 27. Oktober 1943 in der Operation Goodtime besetzt und zum gleichen Zeitpunkt landeten in der Operation Blissful Streitkräfte der Vereinigten Staaten auf Choiseul.

## Landung auf Bougainville

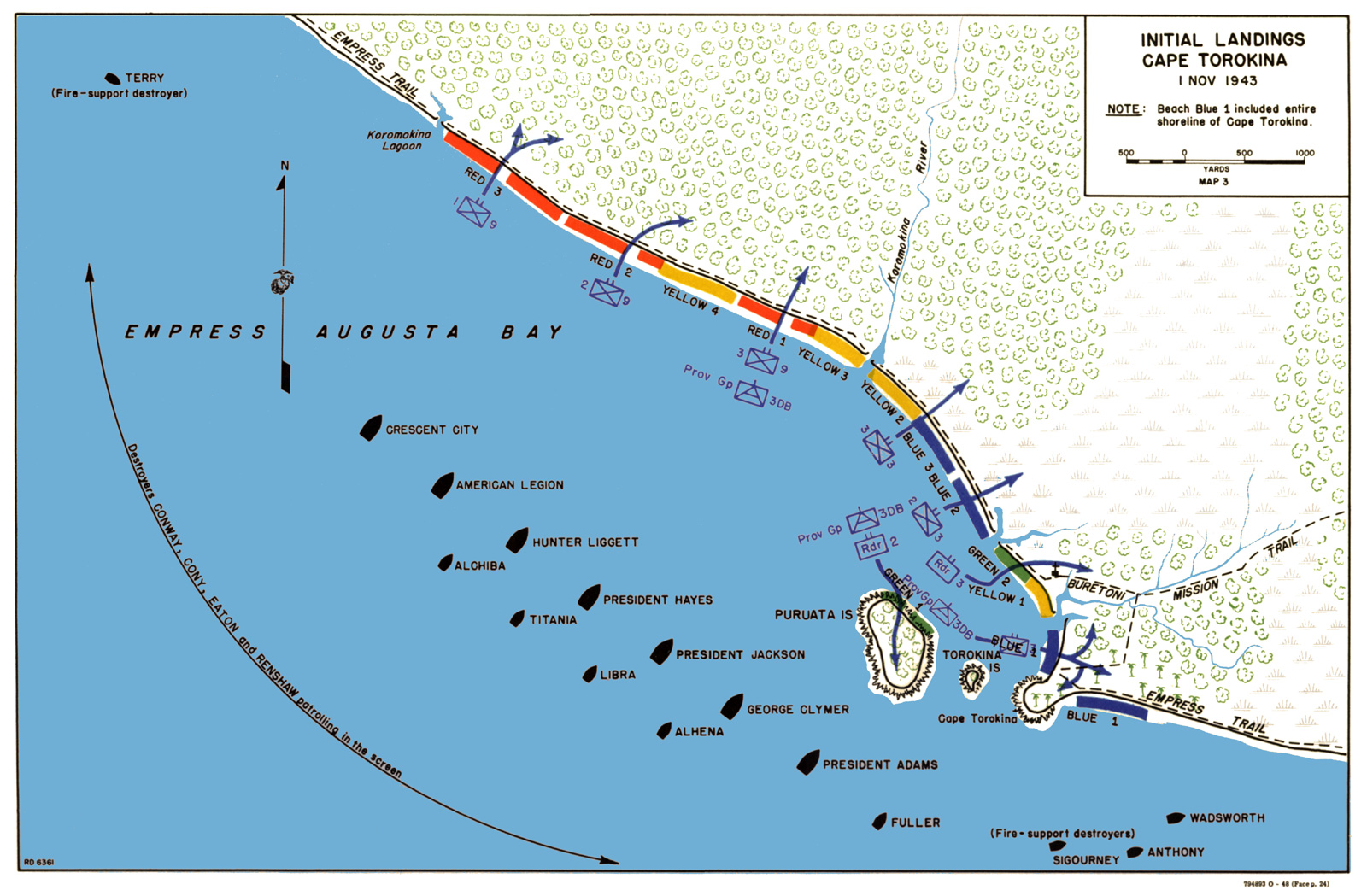
Landungen auf Bougainville

Am 1. November begannen die Amerikaner mit der Landung auf Bougainville. Sie brachten ihre Truppen bei Torokina in der Kaiserin-Elisabeth-Bucht an Land, wo sie einen Brückenkopf bilden konnten. Sie bauten dort drei Flugfelder, von den aus sie Rabaul, die größte japanische Basis im Südpazifik, die nur 300 km entfernt lag, angreifen konnten. Die Japaner versuchten die Schiffe, die an der Landung beteiligt waren, anzugreifen, was zur Seeschlacht bei der Kaiserin-Augusta-Bucht führte, in der die Amerikaner die Japaner zurückschlagen konnten. Es dauerte aber bis in den April 1944, bis es den Amerikanern gelang die Japaner zurückzudrängen und sie Ende des Jahres von australischen Einheiten abgelöst wurden.
Aufgrund der Offensive der Amerikaner versuchte die japanische Armee ihre Garnison auf Buka, nördlich von Bougainville, zu verstärken, was am 26. November 1943 zur Schlacht bei Kap St. George führte. In dieser Schlacht erlitten die Japaner eine vernichtende Niederlage, da sie mehr als die Hälfte ihrer Einheiten verloren und die Amerikaner keine Verluste zu beklagen hatten. Dies war das Ende des Tokyo Express, der Versorgungs- und Evakuierungsfahrten der Japaner in den Salomonen.
Es folgte noch eine kleinere Operation, die Landung auf den Green Islands am 14. Februar 1944, welche das Ende der Operationen in den Salomonen bedeutete. Auf dem nur 190 km von Rabaul entfernt gelegenen Atoll wurde ein Flugfeld angelegt, um Rabaul anzugreifen.
Die australischen Truppen bekämpften die Japaner auf Bougainville bis zum Ende des Pazifikkriegs.

## Ergebnis
Im Rahmen der Offensiven in den Salomonen gelang es den Amerikanern, die Offensive der Japaner im Südpazifik zu stoppen und zum Gegenangriff überzugehen. Sie wandten dabei die Taktik des Island Hopping an, wobei sie versuchten starke japanische Garnisonen zu umgehen und damit zu isolieren. Dadurch hatten die Japaner nur noch die Möglichkeit, ihre Truppen von diesen zurückzuziehen.